# David di Donatello per il miglior documentario
Il David di Donatello per il miglior documentario di lungometraggio è un premio cinematografico assegnato annualmente nell'ambito dei David di Donatello, a partire dalla edizione del 2004.

## Vincitori e candidati
I vincitori sono indicati in grassetto.

### Anni 2000-2009
- 2004
  - Guerra, regia di Pippo Delbono
  - A scuola, regia di Leonardo Di Costanzo
  - L'esplosione, regia di Giovanni Piperno
  - Padre Pio express, regia di Ilaria Freccia
  - Segni particolari: appunti per un film sull'Emilia-Romagna, regia di Giuseppe Bertolucci
  - L'uomo segreto, regia di Nino Bizzarri
- 2005
  - Un silenzio particolare, regia di Stefano Rulli
  - I dischi del sole, regia di Luca Pastore
  - In viaggio con Che Guevara, regia di Gianni Minà
  - Passaggi di tempo - Il viaggio di Sonos 'e Memoria, regia di Gianfranco Cabiddu
  - I ragazzi della Panaria, regia di Nello Correale
- 2006
  - Il bravo gatto prende i topi, regia di Francesco Conversano e Nene Grignaffini
  - In un altro paese, regia di Marco Turco
  - L'isola di Calvino, regia di Roberto Giannarelli
  - Piccolo Sole - Vita e morte di Henri Crolla, regia di Nino Bizzarri
  - Primavera in Kurdistan, regia di Stefano Savona
  - Volevo solo vivere, regia di Mimmo Calopresti
- 2007
  - Il mio paese, regia di Daniele Vicari
  - 100 anni della nostra storia, regia di Gianfranco Pannone e Marco Simon Puccioni
  - Bellissime (seconda parte), regia di Giovanna Gagliardo
  - Souvenir Srebrenica, regia di Luca Rosini
  - L'udienza è aperta, regia di Vincenzo Marra
- 2008
  - Madri, regia di Barbara Cupisti
  - Centravanti nato, regia di Gianclaudio Guiducci
  - La minaccia, regia di Silvia Luzi, Luca Bellino
  - Il passaggio della linea, regia di Pietro Marcello
  - Vogliamo anche le rose, regia di Alina Marazzi
- 2009
  - Rata nece biti (La guerra non ci sarà), regia di Daniele Gaglianone
  - 211: Anna, regia di Giovanna Massimetti e Paolo Serbandini
  - Come un uomo sulla terra, regia di Andrea Segre, Dagmawi Yimer, in collaborazione con Riccardo Biadene
  - Diario di un curato di montagna, regia di Stefano Saverioni
  - Non tacere, regia di Fabio Grimaldi

### Anni 2010-2019
- 2010
  - La bocca del lupo, regia di Pietro Marcello
  - Hollywood sul Tevere, regia di Marco Spagnoli
  - L'isola dei sordobimbi, regia di Stefano Cattini
  - The One Man Beatles, regia di Cosimo Messeri
  - Valentina Postika in attesa di partire, regia di Caterina Carone
- 2011
  - È stato morto un ragazzo, regia di Filippo Vendemmiati
  - L'ultimo Gattopardo: Ritratto di Goffredo Lombardo, regia di Giuseppe Tornatore
  - Ritratto di mio padre, regia di Maria Sole Tognazzi
  - This is my Land... Hebron, regia di Stephen Natanson e Giulia Amati
  - Ward 54, regia di Monica Maggioni
- 2012
  - Tahrir Liberation Square, regia di Stefano Savona
  - Il castello, regia Massimo D'Anolfi e Martina Parenti
  - Lasciando la baia del re, regia di Claudia Cipriani
  - Pasta nera, regia di Alessandro Piva
  - Polvere - Il grande processo dell'amianto, regia di Niccolò Bruna e Andrea Prandstraller
  - Zavorra, regia di Vincenzo Mineo
- 2013
  - Anija - La nave, regia di Roland Sejko
  - Bad Weather, regia di Giovanni Giommi
  - Fratelli & sorelle – Storie di carcere, regia di Barbara Cupisti
  - Nadea e Sveta, regia di Maura Delpero
  - Pezzi, regia di Luca Ferrari
- 2014
  - Stop the Pounding Heart, regia di Roberto Minervini
  - Dal profondo, regia di Valentina Pedicini
  - Il segreto, regia di Cyop & Kaf
  - In utero Srebrenica, regia di Giuseppe Carrieri
  - L'amministratore, regia di Vincenzo Marra
  - Sacro GRA, regia di Gianfranco Rosi
- 2015
  - Belluscone - Una storia siciliana, regia di Franco Maresco
  - Enrico Lucherini - Ne ho fatte di tutti i colori, regia di Marco Spagnoli
  - Io sto con la sposa, regia di Antonio Augugliaro, Gabriele Del Grande, Khaled Soliman Al Nassiry
  - Quando c'era Berlinguer, regia di Walter Veltroni
  - Sul vulcano, regia di Gianfranco Pannone
- 2016
  - S Is for Stanley - Trent'anni dietro al volante per Stanley Kubrick, regia di Alex Infascelli
  - I bambini sanno, regia di Walter Veltroni
  - Harry's Bar, regia di Carlotta Cerquetti
  - Louisiana (The Other Side), regia di Roberto Minervini
  - Revelstoke - Un bacio nel vento, regia di Nicola Moruzzi
- 2017
  - Crazy for Football, regia di Volfango De Biasi
  - 60 - Ieri, oggi, domani, regia di Giorgio Treves
  - Acqua e zucchero: Carlo Di Palma, i colori della vita, regia di Fariborz Kamkari
  - Liberami, regia di Federica Di Giacomo
  - Magic Island, regia di Marco Amenta
- 2018
  - La lucida follia di Marco Ferreri, regia di Anselma Dell'Olio
  - '78 - Vai piano ma vinci, regia di Alice Filippi
  - Evviva Giuseppe, regia di Stefano Consiglio
  - Saro, regia di Enrico Maria Artale
  - The Italian Jobs: Paramount Pictures e l'Italia, regia di Marco Spagnoli
- 2019
  - Santiago, Italia, regia di Nanni Moretti
  - Arrivederci Saigon, regia di Wilma Labate
  - Friedkin Uncut, regia di Francesco Zippel
  - L'arte viva di Julian Schnabel, regia di Pappi Corsicato
  - La Strada dei Samouni, regia di Stefano Savona

### Anni 2020-2029
- 2020
  - Selfie, regia di Agostino Ferrente
  - Citizen Rosi, regia di Didi Gnocchi e Carolina Rosi
  - Fellini fine mai, regia di Eugenio Cappuccio
  - La mafia non è più quella di una volta, regia di Franco Maresco
  - Se c'è un aldilà sono fottuto - Vita e cinema di Claudio Caligari, regia di Simone Isola e Fausto Trombetta

- 2021
  - Mi chiamo Francesco Totti, regia di Alex Infascelli
  - Faith, regia di Valentina Pedicini
  - Notturno, regia di Gianfranco Rosi
  - Punta Sacra, regia di Francesca Mazzoleni
  - The Rossellinis, regia di Alessandro Rossellini

- 2022
  - Ennio, regia di Giuseppe Tornatore
  - Atlantide, regia di Yuri Ancarani
  - Futura, regia di Alice Rohrwacher, Francesco Munzi e Pietro Marcello
  - Marx può aspettare, regia di Marco Bellocchio
  - Onde Radicali, regia di Gianfranco Pannone

- 2023
  - Il cerchio, regia di Sophie Chiarello
  - In viaggio, regia di Gianfranco Rosi
  - Kill me if you can, regia di Alex Infascelli
  - La timidezza delle chiome, regia di Valentina Bertani
  - Svegliami a mezzanotte, regia di Francesco Patierno

- 2024
  - Laggiù qualcuno mi ama, regia di Mario Martone
  - Enzo Jannacci - Vengo anch'io, regia di Giorgio Verdelli
  - Io, noi e Gaber, regia di Riccardo Milani
  - Mur, regia di Kasia Smutniak
  - Roma, santa e dannata, regia di Daniele Ciprì

- 2025
  - Lirica Ucraina, regia di Francesca Mannocchi
  - Duse, The Greatest, regia di Sonia Bergamasco
  - Il cassetto segreto, regia di Costanza Quatriglio
  - L'occhio della gallina, regia di Antonietta De Lillo
  - Prima della fine. Gli ultimi giorni di Enrico Berlinguer, regia di Samuele Rossi